# Ministère de l'Alimentation
Le ministère de l'Alimentation (Ministerio del Poder Popular para la Alimentación, en espagnol, littéralement, « ministère du Pouvoir populaire pour l'Alimentation ») est un ministère du gouvernement du Venezuela, créé en 2003. Son titulaire actuel est Carlos Leal depuis le 15 avril 2019.

## Organisation
Le ministère regroupe trois vice-ministères, des politiques alimentaires, de la production alimentaire et du système socialiste d'alimentation.
Le ministère  est l'organe de tutelle de plusieurs organismes, dont Misión Mercal, PDVAL, Abasto Bicentenario, Instituto Nacional de Nutrición, Gran Misión Alimentación, Comité Local de Abastecimiento y Producción, FUNDAPROAL, CASA, Sunagro, VENALCASA et enfin la société de production laitière Los Andes.

## Liste des ministres de l'Alimentation
| Image        | Nom                         | Parti | Début          | Fin              |
| ------------ | --------------------------- | ----- | -------------- | ---------------- |
|              | Carlos Leal                 |       | 2025           |                  |
|              | Carlos Leal                 |       | 15 avril 2019  | 2024             |
|              | Luis Alberto Medina Ramírez |       | 25 août 2017   | 2019 (?)         |
|              | Rodolfo Marco Torres        |       | 6 janvier 2016 | 24 août 2017     |
|              | Carlos Osorio               |       | 24 mars 2015   | 2015             |
|              | Iván José Bello             |       | 2014           | 2015             |
|              | Hebert García               |       | 18 juin 2014   | 2 septembre 2014 |
|              | Félix Osorio                |       | 21 avril 2013  | 18 juin 2014     |
|              | Carlos Osorio               |       | 2010           | 2013             |
|              | Félix Osorio                |       | 2008           | 2010             |
|              | Rafael Oropeza              |       | 2007           | 2008             |
| Erika Farías | Erika Farías                |       | 2006           | 2007             |
|              | Rafael Oropeza              |       | 2004           | 2006             |